# J. Mark Ramseyer
John Mark Ramseyer (* 1954) ist ein amerikanischer Jurist und Japanologe und Professor an der Harvard Law School.

## Biografie
Ramseyer wuchs als Sohn des Mennoniten-Missionars Robert Lewis Ramseyer in Japan in verschiedenen Städten im Süden auf und ging dort zur Schule, bis er mit 18 Jahren zur College-Ausbildung in die USA ging. Er studierte japanische Geschichte am Goshen College mit dem Bachelor-Abschluss 1976 und an der University of Michigan mit dem Master-Abschluss in Japanistik 1978. Danach ging er an die Harvard Law School mit dem Abschluss als Juris Doctor 1982. Er war Praktikant (Clerk) beim Richter Stephen Breyer im Berufungsgericht des First Circuit, war zwei Jahre bei der Anwaltsfirma Sidney & Austin in Chicago im Bereich Firmenbesteuerung und studierte danach mit einem Fulbright-Stipendium an der Universität Tokio. Er lehrte an der University of California, Los Angeles, und der University of Chicago, bevor er 1998 wieder an die Harvard Law School ging, wo er Mitsubishi Professor of Japan Legal Studies wurde.
Er befasst sich vor allem mit japanischem Recht, auch unter wirtschaftlichen Aspekten, und hielt auch Vorlesungen über Unternehmensrecht. Er ist mit Klein und Bainbridge Ko-Autor eines Standardwerks im amerikanischen Unternehmensrecht. Er war auch Gastprofessor an japanischen Universitäten wie der Universität Tokio und der Tohoku-Universität, wobei er die Vorlesungen in Japanisch hielt, das er seit seiner Jugend fließend spricht.
2018 erhielt er den japanischen Orden der aufgehenden Sonne, eine der höchsten japanischen Auszeichnungen, im Kommandeurs-Rang.

## Kontroversen
Ramseyer löste 2021 eine Affäre aus,  als er in einem Artikel im International Review of Law and Economics Zwangsprostitution vor allem koreanischer Frauen aus der Zeit des Zweiten Weltkriegs für das japanische Militär (euphemistisch als sogenannte Trostfrauen bezeichnet) verharmloste. Er benutzte dabei die ökonomische Spieltheorie, um die Verträge zwischen den Bordellbesitzern und Prostituierten zu untersuchen. Das Thema ist nach wie vor zwischen Japan und Korea ein Konfliktthema und wird in Japan vielfach heruntergespielt. Ramseyer geht in seiner Untersuchung davon aus, dass die Prostitution freiwillig erfolgen würde, unter anderem bringt er das Beispiel einer Zehnjährigen aus Japan, die von einem Anwerber Geld erhielt, damit sie in eines der Militärbordelle ins Ausland ging, nach Ramseyer in vollem Bewusstsein dessen, was auf sie zukam. Ramseyers Aufsatz wurde in einem offenen Protestbrief von 3600 Ökonomen, darunter der Nobelpreisträger Al Roth und Paul Milgrom, heftig kritisiert. Ramseyer habe, so der Vorwurf, die Methoden der Spieltheorie und der Ökonomie als Vorwand benutzt, um Kriegsverbrechen zu legitimieren, und der historische Aspekt seiner Studie erinnere an die Leugnung des Holocaust (so Roth, Milgrom). In Südkorea kam es zu öffentlicher Empörung, als die nationalistische japanische Zeitung Ramseyers Artikel Sankei Shimbun Ende Januar 2021 nachdruckte. Die japanische Zeitung Yukan Fuji sah die Studie als Bestätigung, dass die betreffenden Frauen sich freiwillig prostituiert hätten, und sah hinter der massiven Kritik an der Studie Druck von koreanischer Seite. Aufgrund der Kritik, die auch die Herausgeber der Zeitschrift betraf, in der Ramseyers Aufsatz erschien, verzögerte sich die Druckausgabe von Ramseyers Artikel.
Ramseyer war schon vorher dafür kritisiert worden, dass er in Veröffentlichungen in der japanischen Bevölkerung verbreitete Vorurteile unkritisch übernahm. So schrieb er 2019, die ausgegrenzte japanische Minderheit der Buraku wäre nur eine fiktive Konstruktion, was das Asia-Pacific Journal veranlasste, dieser These mit einer Sonderausgabe entgegenzutreten, und dass Vertreter der koreanischen Minderheit in Japan während des großen Erdbebens von 1923 geplündert, gemordet und vergewaltigt hätten, Gebäude angezündet und die Wasserversorgung vergiftet hätten, was in Korea Empörung auslöste.

## Schriften
- mit William A. Klein, Stephen M. Bainbridge: Casenote Legal Briefs for Business Organizations, Wolters Kluwer Law & Business, 10. Auflage 2018, ISBN 978-1-5438-0231-3
- mit William A. Klein, Stephen M. Bainbridge: Agency, Partnerships, and Limited Liability Entities: Unincorporated Business Associations, University Casebook Series, Foundation Press, 4. Auflage 2018
- Second-Best Justice: The Virtues of Japanese Private Law, 2015
- mit Yoshiro Miwa: The Fable of the Keiretsu: Urban Legends of the Japanese Economy, University of Chicago Press 2006
- mit Eric B. Rasmusen: Measuring Judicial Independence: The Political Economy of Judging in Japan, University of Chicago Press 2003